# Рибаков Анатолій Наумович
Анато́лій Нау́мович Рибако́в (справжнє прізвище — Аро́нов; 1 [14] січня 1911, Держанівка, Чернігівська губернія, Російська імперія — 23 грудня 1998, Нью-Йорк, США) — радянський письменник, сценарист. Лауреат Сталінської премії (1951).

## Біографія
Народився в містечку Держанівка Чернігівської губернії у родині управляючого винокуренними заводами (дані ВРЕ, 2-ге видання). Єврей. 
В автобіографії вказує, що народився в Чернігові в сім'ї інженера. 
По закінченні школи працював на Дорогомилівському хімічному заводі вантажником, потім шофером.
1930 року вступив до Московського інституту інженерів транспорту.
5 листопада 1933 року був заарештований та Особливою нарадою колегії ОГПУ засуджений на 3 роки заслання за статтею 58-10 (контрреволюційна агітація і пропаганда). Після закінчення заслання, не маючи права жити в містах з паспортним режимом, поневірявся Росією. Працював, здебільшого, там, де не треба заповнювати анкети, однак з 1938 року по листопад 1941 був головним інженером Рязанського обласного управління автотранспорту.
З листопада 1941 року по 1946 рік служив у Червоній Армії в автомобільних частинах. Брав участь у боях на різних фронтах, починаючи від оборони Москви і кінчаючи штурмом Берліна. Остання посада — начальник автослужби 4-го Гвардійського стрілецького корпусу (8-ма гвардійська армія), звання — гвардії інженер-майор. За відзнаку в боях з німецькими загарбниками визнаний таким, що не має судимості.
1960 року повністю реабілітований.

## Твори
Автор романів «Водії» (1950), «Катерина Вороніна» (1955), «Літо в Сосняках» (1964), «Важкий пісок» (1978), «Діти Арбата» (1987), «Тридцять п'ятий та інші роки» (1988), «Страх» (1990), «Прах і попіл» (1994), автобіографічного роману «Роман-спогади» (1997) та повістей «Кортик» (1948), «Бронзовий птах» (1956), «Пригоди Кроша» (1960), «Канікули Кроша» (1966), «Невідомий солдат» (1970), «Постріл» (1975).
1995 року було видане зібрання творів автора у семи томах.
Більшість творів Анатолія Рибакова була екранізована.

## Відзнаки
Нагороджений орденами Трудового Червоного Прапора, Орден Дружби народів, Вітчизняної війни 1-го (30.06.1945) та двічі — 2-го (31.01.1945, 06.04.1985) ступенів, медалями.
У 1951 році за роман «Водії» (1950) відзначений Сталінською премією 2-го ступеня.

## Сім’я
Перша дружина (1939—1946) — Анастасія Олексіївна Тисячникова (1918—2009), бухгалтерка. Син — Олександр Рибаков (1940—1994). Онука — письменниця Марія Рибакова (нар. 1973).
Друга дружина — письменниця Наталія Давидова (справжнє ім’я — Майя Максимівна Давидова, 1925—2005), авторка романів «Любов інженера Ізотова», «Усе життя плюс іще дві години», «Ніхто ніколи», «Скарби на землі». Син — поет, прозаїк і літературознавець Олексій Макушинський (нар. 1960; взяв прізвище бабусі по материнській лінії). 
Третя дружина (з 1978) — Тетяна Марківна Винокурова-Рибакова (до шлюбу Біленька, 1928—2008), донька заступника наркома постачання і харчової промисловості, психіатра Марка Біленького (1890—1938, розстріляний), племінниця одного з організаторів радянської зовнішньої розвідки Якова Серебрянського (1891—1956) і загиблого в ополченні письменника Андрія Наврозова (1899—1941), авторка книжки спогадів «Щаслива ти, Таня» (2005). Її племінник — художник Михайло Одноралов (1944—2016). Першим шлюбом була одружена з поетом Євгеном Винокуровим (1925—1993); їхня донька — літературознавиця Ірина Винокурова (нар. 1953).
Двоюрідні брати — Лев Ілліч Аронов (1909—1972), художник; Юхим Ілліч Аронов (1921—1993), підполковник медичної служби, військовий фельдшер, пізніше лікар, кавалер трьох орденів Червоної Зірки.